# Mirosternus eutheorus
Mirosternus eutheorus är en skalbaggsart som beskrevs av Perkins 1910. Mirosternus eutheorus ingår i släktet Mirosternus och familjen trägnagare. Inga underarter finns listade i Catalogue of Life.